# Epirhyssa
Epirhyssa är ett släkte av steklar. Epirhyssa ingår i familjen brokparasitsteklar.

## Dottertaxa tillEpirhyssa, i alfabetisk ordning[1]
- Epirhyssa alternata
- Epirhyssa amaura
- Epirhyssa amazonica
- Epirhyssa anamikae
- Epirhyssa andamanensis
- Epirhyssa araucariae
- Epirhyssa aspera
- Epirhyssa assamensis
- Epirhyssa atra
- Epirhyssa atrata
- Epirhyssa baltazarae
- Epirhyssa bicolorata
- Epirhyssa bifurcata
- Epirhyssa bimaculata
- Epirhyssa binaria
- Epirhyssa binghami
- Epirhyssa biroi
- Epirhyssa braconoides
- Epirhyssa celaena
- Epirhyssa chlora
- Epirhyssa chrysitis
- Epirhyssa cincta
- Epirhyssa cochabambae
- Epirhyssa confracta
- Epirhyssa corpucella
- Epirhyssa corralesi
- Epirhyssa cruciata
- Epirhyssa curtisi
- Epirhyssa daedala
- Epirhyssa diatropis
- Epirhyssa elegana
- Epirhyssa eucnemis
- Epirhyssa facitorosa
- Epirhyssa ferruginea
- Epirhyssa flavipes
- Epirhyssa flavobalteata
- Epirhyssa flavopicta
- Epirhyssa frohbergi
- Epirhyssa fulva
- Epirhyssa gephyra
- Epirhyssa ghesquierei
- Epirhyssa hyblaeana
- Epirhyssa insolita
- Epirhyssa isthmia
- Epirhyssa japonica
- Epirhyssa kerrichi
- Epirhyssa kurilensis
- Epirhyssa latimandibularis
- Epirhyssa lepta
- Epirhyssa leroyi
- Epirhyssa leuceres
- Epirhyssa lygra
- Epirhyssa maai
- Epirhyssa maculiceps
- Epirhyssa malayana
- Epirhyssa masoni
- Epirhyssa maynei
- Epirhyssa melampyge
- Epirhyssa melitos
- Epirhyssa mexicana
- Epirhyssa migratoria
- Epirhyssa missionis
- Epirhyssa moiwana
- Epirhyssa montana
- Epirhyssa nigra
- Epirhyssa nigristigma
- Epirhyssa nigrithorax
- Epirhyssa nigrobalteata
- Epirhyssa nitobei
- Epirhyssa oaxaca
- Epirhyssa oranensis
- Epirhyssa orientalis
- Epirhyssa osaensis
- Epirhyssa overlaeti
- Epirhyssa pacheia
- Epirhyssa perkinsi
- Epirhyssa perspicua
- Epirhyssa pertenuis
- Epirhyssa peruana
- Epirhyssa petiolaris
- Epirhyssa phoenix
- Epirhyssa porteri
- Epirhyssa praecincta
- Epirhyssa prolasia
- Epirhyssa pumila
- Epirhyssa pyrrha
- Epirhyssa quirosi
- Epirhyssa raptor
- Epirhyssa rotunda
- Epirhyssa sapporensis
- Epirhyssa sarawakensis
- Epirhyssa sauteri
- Epirhyssa silvatica
- Epirhyssa similis
- Epirhyssa sinuata
- Epirhyssa speciosa
- Epirhyssa spiloptera
- Epirhyssa striata
- Epirhyssa tandoni
- Epirhyssa theloides
- Epirhyssa tonkinensis
- Epirhyssa tristis
- Epirhyssa tylota
- Epirhyssa uelensis
- Epirhyssa valida
- Epirhyssa walkleyae
- Epirhyssa wisei
- Epirhyssa vulgaris
- Epirhyssa xanthostigma
- Epirhyssa xoutha
- Epirhyssa zaphyma
- Epirhyssa zurquiae